# Ђорђе Камперелић
Ђорђе Камперелић (Призрен, 1. новембар 1853 — Београд, 9. јануар 1937) је био призренски прота и ректор Призренске богословије.

## Школовање
Основну школу и два разреда гимназије завршио је у Призрену. Уз финансијску помоћ Симе Андрејевића Игуманова похађао је четири године Богословију у Београду, коју је завршио 1873. године.

## Призренска богословија
Био је наставник Призренске богословије од 1873. године.
Након смрти управника богословије Илије Ставрића у богословији је од 1879. поред њега предавао само још нови управник Петар Костић. Када су турске власти Петра Костића затворили у Битољу и протерали Ђорђе Камперелић је од 12. априла 1880. до 30. јануара 1882. био управник Призренске богословије и задуго једини наставник у школи. Радило се о веома тешком периоду страдања српскога народа, посебно због активности Призренске лиге. Бугарска егзархија је с друге стране покушала да га наговори на отварање бугарских школа и да се на богословији предаје на бугарском. Он и богословија били су мета сталних напада Албанаца и турских власти.

## Хапшење и бег
Ухапшен је од стране турских власти под оптужбом да је радио на припремама за устанак. Осуђен је на 10 година робије. Сведок који је на суђењу сведочио против њега на сличан начин сведочио је против око 200 угледних Срба. Успео је да се договори са спроводником, па је побегао на путу за издржавање казне у Малој Азији. Преко мора стигао је у Црну Гору а одатле 1883. у Србију у Београд. Потом је постао прота у Лесковцу. Умро је у Београду 9. јануара 1937. године, где је сахрањен.